# نبرد باتاآن
نبرد باتاآن (تاگالوگ: Labanan sa Bataan) از ۷ ژانویه تا ۹ آوریل ۱۹۴۲، نبرد مابین ایالات متحده آمریکا و امپراتوری ژاپن در طول جنگ جهانی دوم (۱۹۴۵–۱۹۳۹) بود.